# Gottlieb Nathaniel Bonwetsch
Gottlieb (Georg) Nathanael Bonwetsch (5 février 1848 - 18 juillet 1925) est un théologien protestant allemand d'origine russe.

## Biographie
Il est né à Norka, province de Saratov en Russie, où son père est pasteur. Il étudie la théologie à Dorpat, puis plus tard à Göttingen et Bonn. En 1878, il publie un traité sur les écrits de Tertullien, intitulé Die Schriften Tertullians, nach der Zeit ihrer Abfassung untersucht. En 1881, il obtient son doctorat en théologie et son premier poste universitaire est à Dorpat (1882). Il devient professeur titulaire d'histoire de l'Église à l'Université de Göttingen en 1891.
Son principal domaine de travail est l'histoire du dogme impliquant l'Église paléochrétienne. Il contribue également à l'édition critique et au commentaire d'apocryphes chrétiens et des œuvres de Méthode d'Olympe et d'Hippolyte de Rome.